# اولسبورگ (کانزاس)
اولسبورگ (به انگلیسی: Olsburg) شهری در ایالت کانزاس کشور ایالات متحده آمریکا است که جمعیت آن در سرشماری سال ۲۰۱۰ میلادی، ۲۱۹ نفر بوده‌است.